# 5910 Zátopek
5910 Zátopek este un asteroid din centura principală de asteroizi.

## Descriere
5910 Zátopek este un asteroid din centura principală de asteroizi. A fost descoperit pe 29 noiembrie 1989 la Observatorul Kleť de Antonín Mrkos. Asteroidul prezintă o orbită caracterizată de o semiaxă mare de 2,28 ua, o excentricitate de 0,14 și o înclinație de 5,0° în raport cu ecliptica.